# Ernst Dobislaw
Ernst Dobislaw (* 29. September 1903 in Berlin; † 3. März 1984 ebendort) war der erste deutsche Destillateurmeister. Er war maßgeblich an der Wiederbelebung der Versuchslikörfabrik des Instituts für Gärungsgewerbe in den 1950er Jahren beteiligt.

## Leben

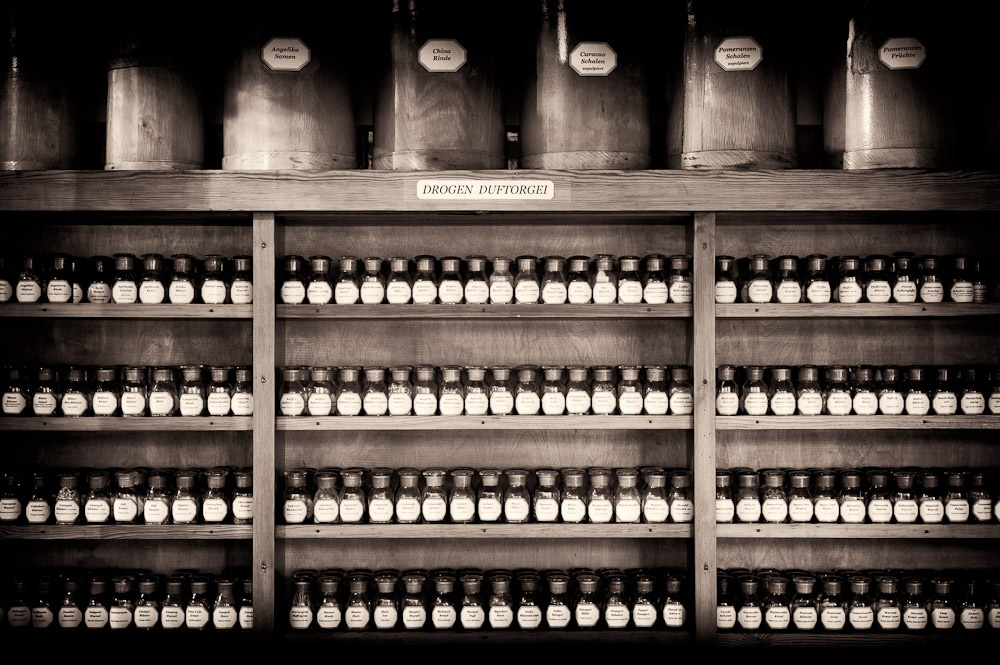
Die von Ernst Dobislaw entwickelte Drogen-Duftorgel in der Preussischen Spirituosen Manufaktur

Dobislaw kam aus einer gutbürgerlichen Familie in Berlin-Kreuzberg; sein Großvater Gustav Dobislaw war Brennmeister und Eigentümer des Eckhauses Obentraut-/Großbeerenstraße 17a, in dem er eine Likörfabrik samt Ausschank betrieb. Die Lehrzeit zum Destillateur, Weinküfer und Kaufmann absolvierte Ernst Dobislaw bei seinem Vater Paul Dobsilaw, Küfermeister und selbstständiger Spirituosenhersteller, der den väterlichen Betrieb 1904 übernommen hatte und bis zu seinem Tod Anfang der 1940er Jahre fortführte. Aus dem Ausschank der Dobislaws wurde später der Bacchus-Keller, der bis 1988 zu den legendären Kreuzberger Kneipen gehörte.
Nach der Tätigkeit im elterlichen Unternehmen erwarb Ernst Dobislaw eine Spirituosenfabrik, die er bis zur Einberufung zur Wehrmacht leitete.
Aus der Kriegsgefangenschaft zurückgekehrt, nahm er 1945 eine Stellung bei der Abteilung Trinkbranntwein und Liköre (ATL) im Institut für Gärungsgewerbe (IfG) an. Dabei war er insbesondere beteiligt am Wiederaufbau der Versuchslikörfabrik und des Lehr- und Unterrichtswesens des IfG. 1948 wurden die Fachlehrgänge für Destillateure und Likörfabrikanten unter Leitung von Ernst Dobislaw und Professor Georg Haeseler wieder aufgenommen. 1954 wurde der erste Destillateurmeisterkurs durchgeführt. Am 3. Juli 1954 legte Ernst Dobislaw als erster erfolgreich vor der Industrie- und Handelskammer zu Berlin die Prüfung zum Destillateurmeister ab. In den Jahren danach betreute er mehr als 1000 Teilnehmer in 60 Destillateurkursen, bei denen insbesondere die Praktika sowie die Spirituosen- und Drogenkunde durch Dobislaw betreut und gelehrt wurde.

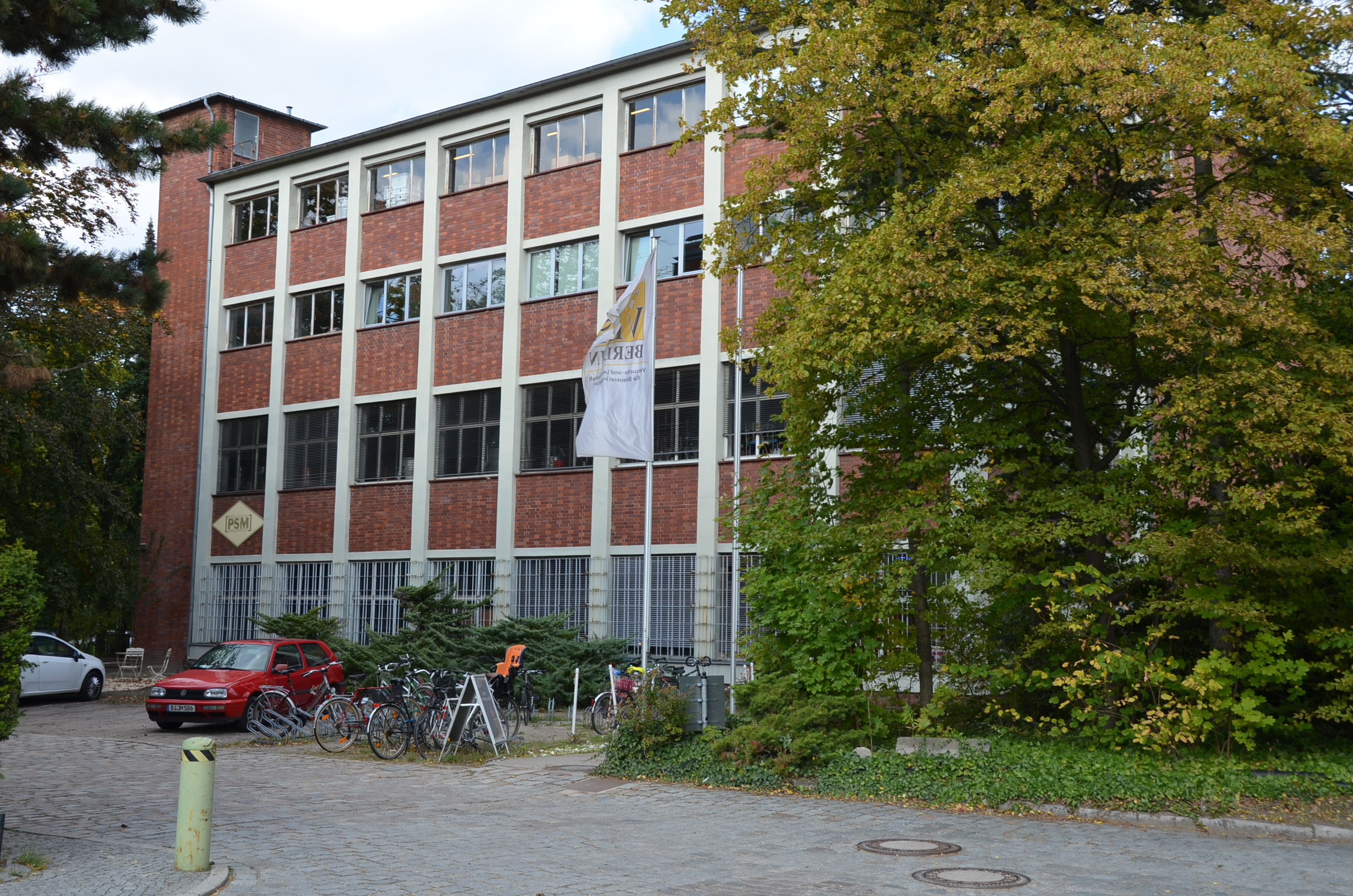
Neubau der Versuchslikörfabrik in der Seestraße 13

1958 wurde durch Dobislaw der Neubau der Versuchslikörfabrik als Lehr- und Ausbildungsstätte in den Ruinen der Alten Mälzerei der Hochschulbrauerei betreut; zuvor fand der Betrieb der Versuchslikörfabrik in Räumen der IfG-Brennerei statt. Bis zu seiner Pensionierung 1968 war er Leiter der Versuchslikörfabrik der VLSF im Institut für Gärungsgewerbe.
Dobislaw verfasste eine Vielzahl an Artikeln für Die Branntweinwirtschaft und andere Fachzeitschriften. Von der Spirituosenwirtschaft wurde er als Berater geschätzt und mit der Entwicklung spezieller Rezepturen beauftragt, von denen einige auch heute noch in der Spirituosen-Produktion Verwendung finden. Seine fundierten Kenntnisse diverser Kräuter befähigten ihn zur Entwicklung der von ihm so benannten Drogen-Duftorgeln, die in der Preussischen Spirituosen Manufaktur nach wie vor Verwendung findet. Dort wird auch der von ihm entwickelte Dry Gin wieder hergestellt, der ihm zu Ehren als Ernst Dry Gin vermarktet wird.

## Schriften (Auswahl)
- Rezeptbuch für Destillateure. 4., neubearb. und vervollk. Auflage, Meininger-Verlag, Neustadt a.d.W. 1954.
  - Reprint für Destilla GmbH Nördlingen
- Formulario de licorería – Métodos industriales para la fabricación de bedidas alcohólicas. Barcelona 1959 (Nachdruck 2004)